# حزب الاشتراكية والحرية
حزب الاشتراكية والحرية (بالبرتغالية: Partido Socialismo e Liberdade ‏) هو حزب سياسي برازيلي، أسس في 6 يونيو 2004، يقع مقره في برازيليا، وقد تم تأسيسه بواسطة Heloísa Helena (politician) ‏، وقد بلغ عدد أعضائه 104,163.

## أعضاء بارزون
- كود سباركل
- تحديث القائمة

- مارييل فرانكو
- Luiza Erundina
- Guilherme Boulos
- Jean Wyllys
- Joanna Maranhão
- Heloísa Helena (2003 - 2013)
- خورخي أنتونيس
- Sônia Guajajara (2017 - )
- ديفيد ميراندا
- Chico Alencar